# EDEN (LUNA SEA의 음반)
《EDEN》은 LUNA SEA의 3번째 정규 앨범이다. 첫회 한정반은 투명 사이드 라벨 사양. 2007년 12월 5일 최신 리마스터링 음원 및 "BELIEVE", "IN MY DREAM (WITH SHIVER)"의 PV가 수록된 DVD가 포함된 2장 세트로 유니버설 뮤직에서 재발매되었다.

## 수록곡
- 전체 작사 ・ 작곡 ・ 편곡：LUNA SEA

1. JESUS
원곡자 : J
2. BELIEVE
원곡자 : 스기조
1st 싱글. 싱글 버전과는 믹스, 인트로의 신디사이저 소리가 잘려있는 등의 차이가 있다. 원곡은 "CONCLUSION"라는 제목으로 만들어져 있었던 곡으로 이 곡의 변천사에 대해 멤버들은 "원곡인 CONCLUSION의 시점에서 멜로디만 긍정적이었고, 그 시절의 우리들은 그 곡에 걸맞게 긍정적이지는 않았기 때문에, 이 곡에 대해 납득하지 못하고 있었다"고 밝혔다.
3. Rejuvenescence
원곡자 : 이노란
4. RECALL
원곡자 : 이노란
2014년 발매된 라이브 앨범 NEVER SOLD OUT 2를 통해 라이브 음원으로써는 첫 공식 음원화되었다.
5. LASTLY
원곡자 : 이노란
원래는 인디 시절에 무료 배포한 테이프에 들어 있던 곡이었지만 재녹음하여 다시 수록되었다.
6. IN MY DREAM (WITH SHIVER)
원곡자 : J
믹스다운 직전까지도 J가 베이스 라인을 바꾸기 위해 계속 베이스를 연주했다고 한다. 나중에 2nd 싱글로 리컷. 싱글 버전과는 믹스와 종료 방법 등이 다르다.
7. STEAL
원곡자 : J
8. LAMENTABLE
원곡자 : 이노란
"STEAL"에서 끊김없이 그대로 이어지는 곡.
9. Providence
원곡자 : 스기조
왈츠의 리듬을 도입한 곡. 스기조는 바이올린만 담당하고 있다. 현재까지도 라이브에서 자주 연주되고 있다. 이 곡 중의 스기조의 바이올린 리프는 자신의 1997년 솔로 앨범 『TRUTH?』에 수록된 "THE CAGE"라는 노래에서도 사용된다.
10. STAY
원곡자 : J